# Šimon Heller
Šimon Heller (* 16. ledna 1988 Třebíč) je český politik, učitel a cestovatel, od roku 2021 poslanec Poslanecké sněmovny PČR, v letech 2020 až 2024 zastupitel Jihočeského kraje, od roku 2019 zastupitel města České Budějovice, člen KDU-ČSL.

## Život
Studoval Pedagogické fakultě Jihočeské univerzity. Od roku 2003 až dosud spolupracuje se Salesiánským střediskem mládeže v Českých Budějovicích jako instruktor na letních táborech a jiných akcích. Během studií byl členem akademického senátu Jihočeské univerzity.
V roce 2012 se stal mluvčím studentů gymnázia v Třeboni (a posléze i dalších škol) protestujících proti jmenování učitelky Vítězslavy Baborové, členky KSČM a zvolené krajské zastupitelky Jihočeského kraje, na místo krajské radní pro školství a kulturu. (Baborová měla místo zaujmout v rámci povolebních dohod vítězné koalice ČSSD-KSČM. Pod studentským nátlakem odstoupila.)
Do médií se mimo jiné dostal při organizaci pomoci pro prachatický hospic (Iniciativa Exitus), nebo při podání trestního oznámení na Tomia Okamuru za jeho slova o táboře v Letech u Písku.
Šimon Heller žije v Jílovicích, je ženatý a má čtyři děti. Učí zeměpis na gymnáziu v Třeboni. Je aktivním šachistou a hráčem na bicí nástroje.

### Cestovatel
Má za sebou několik cest do Afriky, Jižní Ameriky a Asie. Jako turista se do médií dostal v souvislosti se svou cestou do Gambie, kde byl zadržen a vězněn za držení Lexaurinu, který gambijský zákon považuje za drogu, ale v Česku je standardně používán jako lék na deprese. V roce 2011 vydal cestopis "Západní Afrika aneb šepot kriminálu".

## Politické působení
Od roku 2012 je členem KDU-ČSL. V letech 2012 a 2016 kandidoval neúspěšně do krajského zastupitelstva v Jihočeském kraji za KDU-ČSL; teprve v roce 2020 byl zvolen.
V letech 2013 a 2017 kandidoval ve volbách do PSP ČR za KDU-ČSL, ale nebyl zvolen.
V roce 2014 byl kandidátem KDU-ČSL do Evropského parlamentu (13. místo). Je členem krajského výboru KDU-ČSL Jihočeského kraje a byl předsedou krajského výboru Mladých lidovců Jihočeského kraje.
V komunálních volbách v roce 2014 kandidoval do zastupitelstva v Českých Budějovicích, ale neuspěl. V komunálních volbách v roce 2018 kandidoval jako člen KDU-ČSL za subjekt „Společně pro Budějovice - Lidovci a TOP 09“, skončil však jako první náhradník. Nicméně v červnu 2019 na svůj mandát rezignoval Jaromír Talíř, a Heller se tak stal jeho nástupcem. V komunálních volbách v roce 2022 kandidoval do zastupitelstva Českých Budějovic z 2. místa kandidátky subjektu „KDU-ČSL a TOP 09 – Společně pro Budějovice“. Vlivem preferenčních hlasů však skončil první, a obhájil tak mandát zastupitele.
Na svém facebookovém profilu zveřejňuje komentované zápisy ze zastupitelstvem města a kraje, kterých se účastní.
Ve volbách do Poslanecké sněmovny PČR v roce 2021 kandidoval z pozice člena KDU-ČSL na 7. místě kandidátky koalice SPOLU (tj. ODS, KDU-ČSL a TOP 09) v Jihočeském kraji. Vlivem 6 406 preferenčních hlasů skončil nakonec třetí a stal se poslancem. Podle některých politických komentátorů se řadí k nábožensky militantnímu křídlu strany. Během svého poslaneckého mandátu na sebe výrazněji upozornil při projednávání stejnopohlavního manželství, kdy prohlásil, že v jeho rodných Jižních Čechách „Prostě u nás na jihu Čech je hovězí hovězí a kuřecí kuřecí. Všechno má prostě svůj název. Manželství je svazek muže a ženy.“ Za svůj výrok sklidil kritiku například od novináře Filipa Titlbacha, politologa Jaroslava Bílka, europoslance Marcela Kolaji či zakladatelky iniciativy Pod Svícnem Michaely Studené.
V krajských volbách v roce 2024 obhajoval jako člen KDU-ČSL post zastupitele Jihočeského kraje, a to na kandidátce subjektu „Společně pro jižní Čechy - TOP 09, KDU-ČSL, Tábor 2020“, ale neuspěl. Uskupení získalo jen 4,45 % hlasů, do krajského zastupitelstva se nedostalo a mandát krajského zastupitele se mu tak nepodařilo obhájit. Na sjezdu KDU-ČSL v říjnu 2024 neúspěšně kandidoval na funkci předsedy strany.
Ve sněmovních volbách v roce 2025 kandiduje na 15. místě kandidátní listiny koalice SPOLU v Jihočeském kraji.